# Félix Mendizábal
Félix Mendizábal Mendiburu (Usurbil, 7 marzo 1891 – San Sebastián, 15 luglio 1959) è stato un velocista spagnolo di origini basche.

## Biografia
Partecipò ai Giochi olimpici di Anversa 1920 e Parigi 1924: in quest'ultima edizione fu portabandiera per il suo Paese alla cerimonia inaugurale.
Gareggiò sui 100 metri, sui 200 e nella staffetta 4×100. In nessuna occasione riuscì a raggiungere la finale: ottenne il suo miglior risultato al suo esordio olimpico, quando giunse quinto nella semifinale dei 100 metri.

## Palmarès
| Anno | Manifestazione  | Sede    | Evento          | Risultato        | Prestazione | Note  |
| ---- | --------------- | ------- | --------------- | ---------------- | ----------- | ----- |
| 1920 | Giochi olimpici | Anversa | 100 metri       | Semifinale       |             | [ 1 ] |
| 1920 | Giochi olimpici | Anversa | 200 metri       | Batterie         |             | [ 2 ] |
| 1920 | Giochi olimpici | Anversa | Staffetta 4×100 | Semifinale       |             | [ 3 ] |
| 1924 | Giochi olimpici | Parigi  | 100 metri       | Quarti di finale |             | [ 4 ] |
| 1924 | Giochi olimpici | Parigi  | 200 metri       | Batterie         |             | [ 5 ] |
| 1924 | Giochi olimpici | Parigi  | Staffetta 4×100 | Batterie         |             | [ 6 ] |